# Nervilia trichophylla
Nervilia trichophylla là một loài thực vật có hoa trong họ Lan. Loài này được Fukuy. mô tả khoa học đầu tiên năm 1940.